# Givi Chikvanaya
Givi Pyotrovich Chikvanaia (en géorgien : გივი ჩიქვანაია, en russe : Гиви Пётрович Чикваная, né le 29 mai 1939 à Telavi (Géorgie) et mort le 2 août 2018 à Moscou (Russie)) est un joueur de water-polo soviétique (géorgien) puis russe.